# 喬皮馬約山
13°11′44″S 72°47′44″W / 13.19556°S 72.79556°W
喬皮馬約山（Chaupimayo），是秘魯的山峰，位於該國東南部庫斯科大區，由拉孔本西翁省負責管轄，屬於維爾卡潘帕山脈的一部分，海拔高度5,239米。